# Lingvistică
Lingvistica este știința care studiază varietățile de limbaj natural și caracteristicile lor sau limba ca sistem comunicațional. Un lingvist este o persoană care se angajează în acest studiu.

## Etimologie
Termenul românesc lingvistică este împrumutat din franceză linguistique, care la rândul său a fost împrumutat din limba germană Linguistik. Termenul german este un derivat al cuvântului lingua, din limba latină.

## Istoricul lingvisticii
Primele reflecții lingvistice apar la hinduși acum peste 2500 de ani. Cel mai important gramatician hindus este Pāṇini, care a scris în sanscrită o lucrare de o complexitate și finețe algebrică, cu numele Aștadhyayii („Cele opt cărți”). Acest gramatician al secolului V sau IV î.Hr. enumeră încă 68 de gramaticieni indieni care l-au precedat, ceea ce arată că a existat o îndelungată tradiție orală a gramaticii hinduse înainte de secolele IV-V î.Hr. Pe lângă multe altele, Pāṇini numește cele cinci categorii de sunete după felul lor (velare, palatale, retroflexe, dentale, labiale) și împarte fonemele limbii sanscrite după aceste categorii. Prin aceasta, el a precedat cu 2000 de ani lingvistica modernă, care a ajuns la aceleași rezultate în parte datorită descoperirii limbii sanscrite.
În Europa, găsim mărturii ale reflecțiilor asupra limbajului încă din Antichitate, cu filosofi precum Platon. Totuși a trebuit să se aștepte secolul al XX-lea, pentru a se degaja o abordare științifică a faptelor de limbă. Ferdinand de Saussure a contribuit mult la descrierea limbajului și a limbilor, îndeosebi prin influentul său Cours de linguistique générale (1916) care a devenit clasic în acest domeniu și a impus concepția structurală a limbajului, care domină, în mare măsură, lingvistica contemporană în ciuda conflictelor școlilor. André Martinet a contribuit și el la această disciplină cu lucrarea sa Éléments de linguistique générale prezentând diverse fapte de limbă. Se poate cita și Noam Chomsky, care a pus bazele lingvisticii generative, care este un model printre altele.

## Domenii ale lingvisticii teoretice
Lingvistica teoretică este adesea împărțită în domenii separate și mai mult sau mai puțin independente, care corespund diferitelor niveluri de analiză ale semnalului lingvistic:
- fonetica: studiază sunetele sau fonele produse de aparatul fonator uman;
- fonologia: studiază sunetele sau fonemele unei limbi date;
- morfologia: studiază tipurile și forma lemelor/monemelor;
- sintaxa: studiază combinarea monemelor pentru a forma enunțuri sau fraze;
- semantica: studiază sensul lemelor, frazelor și enunțurilor;
- stilistica: studiază stilul unui enunț literar sau nu (stilul constituie o abatere de la un standard?);
- pragmatica: studiază utilizarea (literală, figurată sau alta) a enunțurilor în actele enunțării ;
- coerența: studiul factorilor de coerență în tratamentul limbajului natural.

## Curente lingvistice
- Curentul comparatist (Franz Bopp, Jacob Grimm, Rasmus Christian Rask, Wilhelm von Humboldt etc.)
- Curentul naturalist (August Schleicher, Max Müller, Alexandru Lambrior)
- Curentul psihologist (Heymann Steinthal, Aleksandr Potebnya)
- Curentul neogramatic (Karl Brugmann, Hermann Osthoff, Hermann Paul)
- Curentul idealist (Hugo Schuchardt, Karl Vossler)
- Curentul neolingvistic (Matteo Bartoli, Giulio Bertoni)
- Curentul sociologic (funcțional) (Ferdinand de Saussure, Charles Bally, Albert Sechehaye, Henri Frei)
- Curentul structuralist (Antoine Meillet, Roman Jakobson, Jan Niecisław Baudouin de Courtenay, Louis Hjelmslev, Emanuel Vasiliu)
- Curentul etnolingvistic (Edward Sapir)
- Curentul semanticist (Rudolf Carnap, Chase Stuart)
- Curentul latinist (curent în lingvistica română: Timotei Cipariu, Aron Pumnul, George Barițiu, August Treboniu Laurian, Ion C. Massim)
- Curentul istorico-popular (curent în lingvistica română: Mihail Kogălniceanu, Alecu Russo, Nicolae Bălcescu)